# ماجد بن السيد أحمد
رجل دين و زعيم سياسي بحريني عاش في القرن الثاني عشر الهجري، ارتبط اسمه بأحداث دخول آل خليفة إلى البحرين سنة 1197هـ، حيث كان زعيم جد حفص و نائبا عن حاكم البحرين آنذاك الشيخ نصر آل مذكور التابع لحكومة الدولة الأفشرية في بلاد فارس.

## نسبه
هو السيد ماجد بن السيد أحمد بن علي بن إبراهيم الحسيني الموسوي الجد حفصي البحراني.

### ترجمته
ترجم له الشيخ محمد علي التاجر في كتابه (منتظم الدرين في أعيان الأحساء و القطيف و البحرين)، و ذكر قصته مع غريمه الشيخ أحمد بن محمد آل ماجد البلادي حين ترجم للأخير في نفس الكتاب فقال: و كان بينهما خؤولة و رحم ماسة، و كان السيد ماجد هو زعيم (جد حفص) الأكبر، بل نائب الحاكم و كان بينه و بين الشيخ أحمد بن محمد آل ماجد البلادي عداء و منافرة أدى للقتال و سوء المآل، لأسباب قديمة وحديثة تقدمت الإشارة إليها في ترجمة السيد المذكور. و صاحب العنوان هو بطل الرواية، لاستيلاء آل خليفة على البحرين كما بينا ذلك في كتابنا (عقود اللآل في تاريخ جزائر أوال) بأوفى بيان، و ملخص القصة: أنه و قع شجار في جزيرة سترة بين أهلها وبين رجال آل خليفة الذين جاؤها من (الزبارة) وطنهم في ذلك الوقت، لشراء بعض اللوازم، فأسفر الشجار عن قتل كبيرهم وانتهاب متاعهم، فمضى الباقون لقومهم يستصرخونهم، فجاء آل خليفة في سفينة مشحونة بالرجال والسلاح، ونزلوا جزيرة (سترة) على غرة، فقتلوا و نهبوا و رجعوا إلى (الزبارة)، و كانت البحرين حينئذ تحت سلطة حكومة العجم، و الحاكم عليها من قبلهم الشيخ نصر آل مذكور، و الحاج مدن الجد حفصي وزيره، فاستصرخ أهل البحرين حاكمهم على آل خليفة، فجيش الجيش و حملهم في السفن قاصدا مهاجمة آل خليفة في الزبارة ليثأر منهم، و كانوا على استعداد، لما بلغهم من عيونهم وجواسيسهم، فانكسر أهل البحرين أشنع كسرة، فقتل من قتل ورجعت فلولهم على الأعقاب، و مضى حاكمهم الشيخ نصر آل مذكور إلى (بوشهر)، ليطلب من دولته المدد، و أناب عنه على البحرين السيد ماجد المذكور، والوزير الحاج مدن، و كانت العاصمة حينئذ (جد حفص)، و كانت دولة العجم مرتبكة في داخلها، فلم تبعث للبحرين مددا، فلما تبين عند أهل البحرين عجز العجم عن المحافظة، قام صاحب العنوان الشيخ أحمد آل ماجد فكاتب آل خليفة يدعوهم للاستيلاء على البحرين، و يضمن لهم المساعدة والنصر.
و لما شعر أهل (جد حفص) أعني السيد ماجد والوزير الحاج مدن بهذه الخيانة ضدهم وضد حكومة العجم، عظم عليهم ذلك و ثارت حينئذ الأحقاد القديمة - المتقدم شرحها - حتى آل الأمر بين أهل القريتين (جد حفص) و (البلاد القديم) أن احتشدوا، لقتال بعضهم بعضا، وبينما كادت الحرب تنتهي بالنصر لأهل جد حفص، و إذا بآل خليفة قد هجموا على البحرين، فبقي أهل جد حفص بين خصمين، فلم يلبثوا قليلا حتى قتل وزيرهم الحاج مدن، و لما رأوه قتيلا انكسروا وتشتتوا و قتل من قتل، و هاجر أكثرهم إلى القطيف و بلاد العجم، و كان ذلك سنة 1197هـ.
و ذكره التاجر أيضا في كتابه الآخر (عقود اللآل في تاريخ أوال) في قصة استيلاء آل خليفة على البحرين عام 1197هـ، وأضاف إلى ما ذكره عنه في (منتظم الدرين) فتحدث عن مصيره و مصير ابنه بعد دخول آل خليفة البحرين، حيث قال (واختلف في السيد ماجد الجد حفصي، فقيل قتل وقيل تقحم بفرسه البحر فغرق وقيل فر إلى إيران وله نسل بها إلى الآن و أما ابنه فإنه خرج ليلا في ثياب النساء إلى شيراز و نسله بها.)